# Liste der Stolpersteine in Bensheim
Die Liste der Stolpersteine in Bensheim enthält alle Stolpersteine, die im Rahmen des gleichnamigen Projekts von Gunter Demnig in Bensheim verlegt wurden. Mit ihnen soll an Opfer des Nationalsozialismus erinnert werden, die in Bensheim lebten und wirkten.

## Verlegte Stolpersteine
| Name                         | Adresse                           | Verlege- datum | Inschrift | Bild                                                | Anmerkung |
| ---------------------------- | --------------------------------- | --- | --- | --------------------------------------------------- | --------- |
| Rika End                     | Bahnhofstraße 11, Bensheim ·      | 16. Nov. 2012 | Hier wohnte Rika End geb. Garbarski Jg. 1879 deportiert 1942 Piaski ermordet                                                                                 | Stolperstein für Rika End, geb. Garbarski           |           |
| Wilhelm Wolf End             | Bahnhofstraße 11, Bensheim ·      | 16. Nov. 2012 | Hier wohnte Wilhelm Wolf End Jg. 1880 deportiert 1942 Piaski ermordet                                                                                        | Stolperstein für Wilhelm Wolf End                   |           |
| Irma End                     | Bahnhofstraße 11, Bensheim ·      | 16. Nov. 2012 | Hier wohnte Irma End Jg. 1906 deportiert 1942 Piaski ermordet                                                                                                | Stolperstein für Irma End                           |           |
| Jakob Rosenfelder            | Bahnhofstraße 13, Bensheim ·      | 16. Nov. 2012 | Hier wohnte Jakob Rosenfelder Jg. 1873 deportiert 1942 Theresienstadt 1944 Auschwitz ermordet                                                                | Stolperstein für Jakob Rosenfelder                  |           |
| Johanna Rosenfelder          | Bahnhofstraße 13, Bensheim ·      | 16. Nov. 2012 | Hier wohnte Johanna Rosenfelder geb. Bauer Jg. 1876 deportiert 1942 Theresienstadt 1944 Auschwitz ermordet                                                   | Stolperstein für Johanna Rosenfelder, geb. Bauer    |           |
| Wilhelm Adler                | Bahnhofstraße 31, Bensheim ·      | | Hier wohnte Wilhelm Adler Jg. 1875 gedemütigt/entrechtet Flucht in den Tod 25.7.1938                                                                         |                                                     |           |
| Karoline Adler               | Bahnhofstraße 31, Bensheim ·      | Hier wohnte Karoline Adler geb. Aumann Jg. 1881 Flucht 1938 USA                                                                                 | |                                                     |           |
| Nathan Meyer                 | Bahnhofstraße 31, Bensheim ·      | Hier wohnte Nathan Meyer Jg. 1898 Flucht 1936 USA                                                                                               | |                                                     |           |
| Paula Meyer                  | Bahnhofstraße 31, Bensheim ·      | Hier wohnte Paula Meyer geb. Adler Jg. 1907 Flucht 1936 USA                                                                                     | |                                                     |           |
| Irma Adler                   | Bahnhofstraße 31, Bensheim ·      | Hier wohnte Irma Adler verh. Koppel Jg. 1910 Flucht 1937 USA                                                                                    | |                                                     |           |
| Ingeborg Mayer               | Bahnhofstraße 31, Bensheim ·      | Hier wohnte Ingeborg Mayer Jg. 1927 Flucht 1937 USA                                                                                             | |                                                     |           |
| Kurt Meyer                   | Bahnhofstraße 31, Bensheim ·      | Hier wohnte Kurt Meyer Jg. 1933 Flucht 1937 USA                                                                                                 | |                                                     |           |
| Hedwig Bauer                 | Darmstädter Straße 5, Bensheim ·  | 31. Mai 2011 | Hier wohnte Hedwig Bauer geb. Schloss Jg. 1885 gedemütigt/entrechtet Flucht in den Tod Frankfurt/M. 15.2.1939                                                | Stolperstein für Hedwig Bauer                       |           |
| Julius Bauer                 | Darmstädter Straße 5, Bensheim ·  | 31. Mai 2011 | Hier wohnte Julius Bauer Jg. 1870 verhaftet 1938 Buchenwald ermordet 1.12.1938                                                                               | Stolperstein für Julius Bauer                       |           |
| Margarethe Bauer             | Darmstädter Straße 5, Bensheim ·  | 12. Juli 2022 | Hier wohnte Margarethe Bauer verh. David Jg. 1908 Flucht 1938 USA                                                                                            |                                                     |           |
| Anneliese Bauer              | Darmstädter Straße 5, Bensheim ·  | 12. Juli 2022 | Hier wohnte Anneliese Bauer verh. Wurmser Jg. 1917 Flucht 1938 USA                                                                                           |                                                     |           |
| Edgar Marx                   | Darmstädter Straße 34, Bensheim · | | Hier wohnte Edgar Marx Jg. 1892 Flucht 1937 USA |                                                     |           |
| Auguste Marx                 | Darmstädter Straße 34, Bensheim · | Hier wohnte Auguste Marx Jg. 1894 Flucht 1937 USA                                                                                               | |                                                     |           |
| Edith Marx                   | Darmstädter Straße 34, Bensheim · | Hier wohnte Edith Marx verh. Falk Jg. 1920 Flucht 1937 USA                                                                                      | |                                                     |           |
| Lotte Marx                   | Darmstädter Straße 34, Bensheim · | Hier wohnte Lotte Marx verh. Seelman Jg. 1922 Flucht 1937 USA                                                                                   | |                                                     |           |
| Dominik Moos                 | Darmstädter Straße 35, Bensheim · | | Hier wohnte Dominik Moos Jg. 1886 Flucht 1935 Elsass Frankreich seit 1939 mehrere Internierungslager 1940 geflohen versteckt überlebt                        |                                                     |           |
| Eva Moos                     | Darmstädter Straße 35, Bensheim · | Hier wohnte Eva Moos geb. Bendheim Jg. 1887 Flucht 1935 Elsass Frankreich seit 1940 mehrere Internierungslager 1940 geflohen versteckt überlebt | |                                                     |           |
| Carry Moos                   | Darmstädter Straße 35, Bensheim · | Hier wohnte Carry Moos verh. Schnurmann Jg. 1912 Flucht 1935 Elsass Frankreich 1942 Uruguay                                                     | |                                                     |           |
| Emil Moos                    | Darmstädter Straße 35, Bensheim · | Hier wohnte Emil Moos Jg. 1920 Flucht 1935 Elsass Frankreich 1938 USA                                                                           | |                                                     |           |
| Zacharias Bendheim           | Darmstädter Straße 61, Bensheim · | | Hier wohnte Zacharias Bendheim Jg. 1879 unfreiwillig verzogen 1936 Mannheim deportiert 1943 Auschwitz ermordet 14.11.1943                                    |                                                     |           |
| Anny Hildegard Bendheim      | Darmstädter Straße 61, Bensheim · | Hier wohnte Anny Hildegard Bendheim geb. Steinweller Jg. 1888 unfreiwillig verzogen 1936 Mannheim ausgegrenzt/drangsaliert                      | |                                                     |           |
| Ludwig Selberg               | Darmstädter Straße 61, Bensheim · | Hier wohnte Ludwig Selberg Jg. 1893 Flucht 1933 Frankreich interniert Pithiviers deportiert 1942 ermordet in Auschwitz                          | |                                                     |           |
| Alice Selberg                | Darmstädter Straße 61, Bensheim · | Hier wohnte Alice Selberg geb. Bendheim Jg. 1908 Flucht 1933 Frankreich interniert Drancy deportiert 1943 Sobibor ermordet                      | |                                                     |           |
| Gertrud Bendheim             | Darmstädter Straße 61, Bensheim · | Hier wohnte Gertrud Bendheim verh. Halstead Jg. 1916 unfreiwillig verzogen 1936 Mannheim Flucht 1936 Frankreich interniert Flucht 1941 USA      | |                                                     |           |
| Reinhard Bendheim            | Darmstädter Straße 61, Bensheim · | Hier wohnte Reinhard Bendheim Jg. 1919 'Schutzhaft' 1938 Dachau Flucht 1939 Shanghai                                                            | |                                                     |           |
| Roger Selberg                | Darmstädter Straße 61, Bensheim · | Hier wohnte Roger Selberg Jg. 1937 verhaftet 1942 interniert Drancy deportiert 1943 Sobibor ermordet                                            | |                                                     |           |
| Monique Selberg              | Darmstädter Straße 61, Bensheim · | Hier wohnte Monique Selberg Jg. 1939 verhaftet 1942 interniert Drancy deportiert 1943 Sobibor ermordet                                          | |                                                     |           |
| Isidor Marx                  | Darmstädter Straße 76, Bensheim · | | Hier wohnte Isidor Marx Jg. 1882 Flucht 1939 Uruguay 1941 USA                                                                                                |                                                     |           |
| Hedwig Marx                  | Darmstädter Straße 76, Bensheim · | Hier wohnte Hedwig Marx Jg. 1885 gedemütigt/entrechtet tot 24.9.1933                                                                            | |                                                     |           |
| Erna Marx                    | Darmstädter Straße 76, Bensheim · | Hier wohnte Erna Marx geb. Mannsbach Jg. 1905 Flucht 1939 Uruguay 1941 USA                                                                      | |                                                     |           |
| Walter Simon                 | Darmstädter Straße 76, Bensheim · | Hier wohnte Walter Simon Jg. 1905 Flucht 1936 USA                                                                                               | |                                                     |           |
| Erna Simon                   | Darmstädter Straße 76, Bensheim · | Hier wohnte Erna Simon geb. Marx Jg. 1908 Flucht 1937 USA                                                                                       | |                                                     |           |
| Lieselotte Marx              | Darmstädter Straße 76, Bensheim · | Hier wohnte Liselotte Marx verh. Haas Jg. 1918 Flucht 1938 USA                                                                                  | |                                                     |           |
| Helga Simon                  | Darmstädter Straße 76, Bensheim · | Hier wohnte Helga Simon Jg. 1930 Flucht 1937 USA                                                                                                | |                                                     |           |
| Kopfstein Familie Rosenstein | Darmstädter Straße 85, Bensheim · | | Hier wohnte Familie Rosenstein unfreiwillig verzogen 1935 Darmstadt Flucht 1936 Holland                                                                      |                                                     |           |
| Max Rosenstein               | Darmstädter Straße 85, Bensheim · | Hier wohnte Max Rosenstein Jg. 1893 interniert Westerbork deportiert 1944 Bergen-Belsen Theresienstadt Auschwitz befreit                        | |                                                     |           |
| Sophie Rosenstein            | Darmstädter Straße 85, Bensheim · | Hier wohnte Sophie Rosenstein geb. Bendheim Jg. 1898 interniert Westerbork deportiert 1944 Bergen-Belsen Theresienstadt befreit                 | |                                                     |           |
| Ernst Rosenstein             | Darmstädter Straße 85, Bensheim · | Hier wohnte Ernst Rosenstein Jg. 1922 mit Hilfe Flucht 1939 Palästina englischer Jagdflieger abgeschossen Albanien tot 1944                     | |                                                     |           |
| Hans Rosenstein              | Darmstädter Straße 85, Bensheim · | Hier wohnte Hans Rosenstein Jg. 1925 interniert Westerbork deportiert 1942 Auschwitz ermordet 30.8.1942                                         | |                                                     |           |
| Gerhard 'Jerry'Rosenstein    | Darmstädter Straße 85, Bensheim · | Hier wohnte Gerhard 'Jerry' Rosenstein Jg. 1927 interniert Westerbork deportiert 1944 Bergen-Belsen Theresienstadt Auschwitz befreit            | |                                                     |           |
| Heinrich Müller              | Hochstraße 1, Bensheim ·          | 12. Juli 2022 | Hier wohnte Heinrich Müller Jg. 1884 'Schutzhaft' 1938 Buchenwald Flucht 1939 USA                                                                            |                                                     |           |
| Fanny Müller                 | Hochstraße 1, Bensheim ·          | 12. Juli 2022 | Hier wohnte Fanny Müller geb. Goldbach Jg. 1884 gedemütigt/entrechtet Flucht in den Tod 1.12.1938                                                            |                                                     |           |
| Moses Bendheim               | Parkstraße 5, Bensheim ·          | | Hier wohnte Moses Bendheim Jg. 1880 Flucht 1939 USA |                                                     |           |
| Paula Bendheim               | Parkstraße 5, Bensheim ·          | Hier wohnte Paula Bendheim geb. Strauss Jg. 1891 Flucht 1939 USA                                                                                | |                                                     |           |
| Edgar Bendheim               | Parkstraße 5, Bensheim ·          | Hier wohnte Edgar Bendheim Jg. 1915 Flucht 1934 USA                                                                                             | |                                                     |           |
| Irma Bendheim                | Parkstraße 5, Bensheim ·          | Hier wohnte Irma Bendheim verh. Bekkers Jg. 1919 Flucht 1938 USA                                                                                | |                                                     |           |
| Karoline Morgenstern         | Postgasse 7, Bensheim ·           | 9. Feb. 2022 | Hier wohnte Karoline Morgenstern geb. Heil Jg. 1861 gedemütigt/entrechtet tot 22.11.1938                                                                     |                                                     |           |
| Ferdinand Löb                | Postgasse 7, Bensheim ·           | 9. Feb. 2022 | Hier wohnte Ferdinand Löb Jg. 1876 'Schutzhaft' 1938 Buchenwald unfreiwillig verzogen 1939 Frankfurt a. M. deportiert 1941 Kowno Fort IX ermordet 25.11.1941 |                                                     |           |
| Rosa Löb                     | Postgasse 7, Bensheim ·           | 9. Feb. 2022 | Hier wohnte Rosa Löb geb. Morgenstern Jg. 1886 unfreiwillig verzogen 1939 Frankfurt a. M. deportiert 1941 Kowno Fort IX ermordet 25.11.1941                  |                                                     |           |
| Max Moses Löb                | Postgasse 7, Bensheim ·           | 9. Feb. 2022 | Hier wohnte Max Moses Löb Jg. 1912 Umzug Frankfurt M. Flucht 1937 USA                                                                                        |                                                     |           |
| Ruth Löb                     | Postgasse 7, Bensheim ·           | 9. Feb. 2022 | Hier wohnte Ruth Löb verh. Scherz Jg. 1916 Umzug 1935 München Flucht 1938 USA                                                                                |                                                     |           |
| Moritz Oppenheimer           | Rodensteinstraße 106, Bensheim ·  | 16. Nov. 2012 | Hier wohnte Moritz Oppenheimer Jg. 1898 unfreiwillig verzogen 1937 Frankfurt/M. deportiert 1941 Minsk ermordet                                               | Stolperstein für Moritz Oppenheimer                 |           |
| Frieda Oppenheimer           | Rodensteinstraße 106, Bensheim ·  | 16. Nov. 2012 | Hier wohnte Frieda Oppenheimer geb. Rosenberg Jg. 1900 unfreiwillig verzogen 1937 Frankfurt/M. deportiert 1941 Minsk ermordet                                | Stolperstein für Frieda Oppenheimer, geb. Rosenberg |           |
| Hermann Oppenheimer          | Rodensteinstraße 106, Bensheim ·  | 16. Nov. 2012 | Hier wohnte Hermann Oppenheimer Jg. 1889 unfreiwillig verzogen 1937 Frankfurt/M. deportiert 1941 Minsk ermordet                                              | Stolperstein für Hermann Oppenheimer                |           |
| Mira Oppenheimer             | Rodensteinstraße 106, Bensheim ·  | 16. Nov. 2012 | Hier wohnte Mira Oppenheimer Jg. 1931 Kindertransport 1939 England überlebt                                                                                  | Stolperstein für Mira Oppenheimer                   |           |
| Elieser Oppenheimer          | Rodensteinstraße 106, Bensheim ·  | 16. Nov. 2012 | Hier wohnte Elieser Oppenheimer Jg. 1938 deportiert 1941 Minsk ermordet                                                                                      | Stolperstein für Elieser Oppenheimer                |           |
| Mini Oppenheimer             | Rodensteinstraße 106, Bensheim ·  | | Hier wohnte Mini Oppenheimer Jg. 1930 unfreiwillig verzogen 1937 Frankfurt/M. Flucht 1939 Frankreich 1942 USA                                                |                                                     |           |
| Karl Oppenheimer             | Rodensteinstraße 106, Bensheim ·  | Hier wohnte Karl Oppenheimer Jg. 1932 unfreiwillig verzogen 1937 Frankfurt/M. Flucht 1939 Frankreich 1942 USA                                   | |                                                     |           |
| Clara Spanier                | Wilhelmstraße 49, Bensheim ·      | 16. Nov. 2012 | Hier wohnte Clara Spanier geb. Thalheimer Jg. 1872 deportiert 1942 Theresienstadt tot 6.4.1943                                                               | Stolperstein für Clara Spanier geb. Thalheimer      |           |
| Helene Sternheim             | Wilhelmstraße 49, Bensheim ·      | 16. Nov. 2012 | Hier wohnte Helene Sternheim geb. Thalheimer Jg. 1870 deportiert 1942 Theresienstadt tot 23.5.1943                                                           | Stolperstein für Helene Sternheim geb. Thalheimer   |           |
| Rudolf Sternheim             | Wilhelmstraße 49, Bensheim ·      | 16. Nov. 2012 | Hier wohnte Rudolf Sternheim Jg. 1875 deportiert 1942 Theresienstadt tot 29.5.1943                                                                           | Stolperstein für Rudolf Sternheim                   |           |
| Arthur Haas                  | Bachstraße 13, Auerbach ·         | 31. Mai 2011 | Hier wohnte Arthur Haas Jg. 1880 deportiert 1942 Piaski ermordet                                                                                             | Stolperstein für Arthur Haas                        |           |
| Ida Haas                     | Bachstraße 13, Auerbach ·         | 31. Mai 2011 | Hier wohnte Ida Haas geb. Hahn Jg. 1887 deportiert 1942 Piaski ermordet                                                                                      | Stolperstein für Ida Haas                           |           |
| Benno Hahn                   | Bachstraße 32, Auerbach ·         | 31. Mai 2011 | Hier wohnte Benno Hahn Jg. 1887 Flucht Belgien interniert Gurs deportiert 1942 ermordet in Auschwitz                                                         | Stolperstein für Benno Hahn                         |           |
| Erna Hahn                    | Bachstraße 32, Auerbach ·         | 31. Mai 2011 | Hier wohnte Erna Hahn Jg. 1925 Flucht 1939 Holland interniert Westerbork deportiert 1943 ermordet in Auschwitz                                               | Stolperstein für Erna Hahn                          |           |
| Emmy Hahn                    | Bachstraße 42, Auerbach ·         | 31. Mai 2011 | Hier wohnte Emmy Hahn geb. Mayer Jg. 1905 deportiert 1942 Piaski ermordet                                                                                    | Stolperstein für Emmy Hahn                          |           |
| Hermann Hahn                 | Bachstraße 42, Auerbach ·         | 31. Mai 2011 | Hier wohnte Hermann Hahn Jg. 1888 deportiert 1942 Piaski ermordet in Majdanek                                                                                | Stolperstein für Hermann Hahn                       |           |
| Arthur Israel                | Bachstraße 42, Auerbach ·         | 31. Mai 2011 | Hier wohnte Arthur Israel geb. 1903 deportiert 1942 Piaski ermordet in Majdanek                                                                              | Stolperstein für Arthur Israel                      |           |
| Bella Israel                 | Bachstraße 42, Auerbach ·         | 31. Mai 2011 | Hier wohnte Bella Israel geb. Hahn Jg. 1902 deportiert 1942 Piaski ermordet                                                                                  | Stolperstein für Bella Israel                       |           |
| Renate Israel                | Bachstraße 42, Auerbach ·         | 31. Mai 2011 | Hier wohnte Renate Israel geb. 1932 deportiert 1942 Piaski ermordet                                                                                          | Stolperstein für Renate Israel                      |           |
| Auguste Hahn                 | Bachstraße 53, Auerbach ·         | 31. Mai 2011 | Hier wohnte Auguste Hahn Jg. 1888 Flucht 1936 Holland interniert Westerbork deportiert 1943 Sobibor ermordet 28.5.1943                                       | Stolperstein für Auguste Hahn                       |           |
| Elka Hahn                    | Bachstraße 53, Auerbach ·         | 31. Mai 2011 | Hier wohnte Elka Hahn Jg. 1888 Flucht 1936 Holland interniert Westerbork deportiert 1943 Sobibor ermordet 14.3.1943                                          | Stolperstein für Elka Hahn                          |           |
| Ida Hahn                     | Bachstraße 53, Auerbach ·         | 31. Mai 2011 | Hier wohnte Ida Hahn Jg. 1891 Flucht 1936 Holland interniert Westerbork deportiert 1943 Sobibor ermordet 28.5.1943                                           | Stolperstein für Ida Hahn                           |           |